# Pentti Virrankoski
Pentti Akseli Virrankoski, född 20 juni 1929 i Vancouver, Kanada, död 20 augusti 2023 i Åbo, var en finländsk historiker, fil.dr. 1964. Virrankoski var 1963–65 tf. biträdande professor, 1965–78 biträdande professor och 1978–92 professor i Finlands historia vid Åbo universitet. Fil.dr. h.c. vid Åbo Akademi 1988. År 1979 utnämndes han till ledamot av Finska Vetenskapsakademien.
Virrankoski har i sin forskning inriktat sig på ekonomisk och social historia; bland hans arbeten märks främst en förtjänstfull biografi över Anders Chydenius (1986, sv. övers. 1995). Han har även skrivit den första akademiska läroboken om Finlands ekonomiska historia (1975), två böcker om Nordamerikas indianer, verket Pohjanlahden ja Suomenselän kansaa (1997), åtta århundraden av Mellersta Österbottens historia och en biografi över tonsättaren Heikki Klemetti (2004).

### Uppslagsverk
- Virrankoski, Pentti i Uppslagsverket Finland (webbupplaga, 2012). CC-BY-SA 4.0